# تیکلا (کاستیا)
تیکلا (به اسپانیایی: Ticlla) یک کوه در پرو است که در Peru, Arequipa Region واقع شده‌است. تیکلا ۵٬۳۰۳ متر بالاتر از سطح دریا واقع شده‌است.